# Neologe Synagoge (Trenčín)

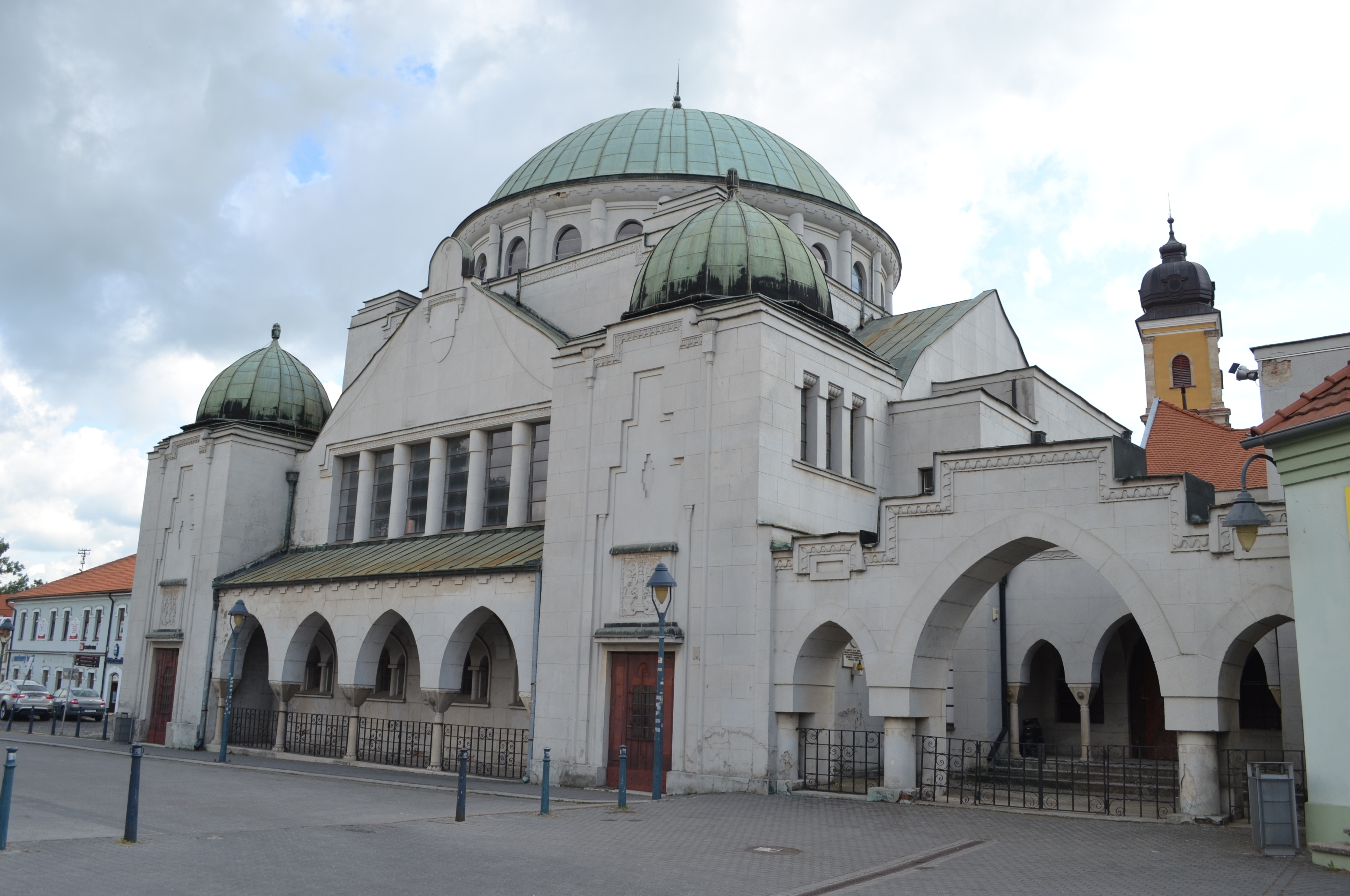
Synagoge in Trenčín

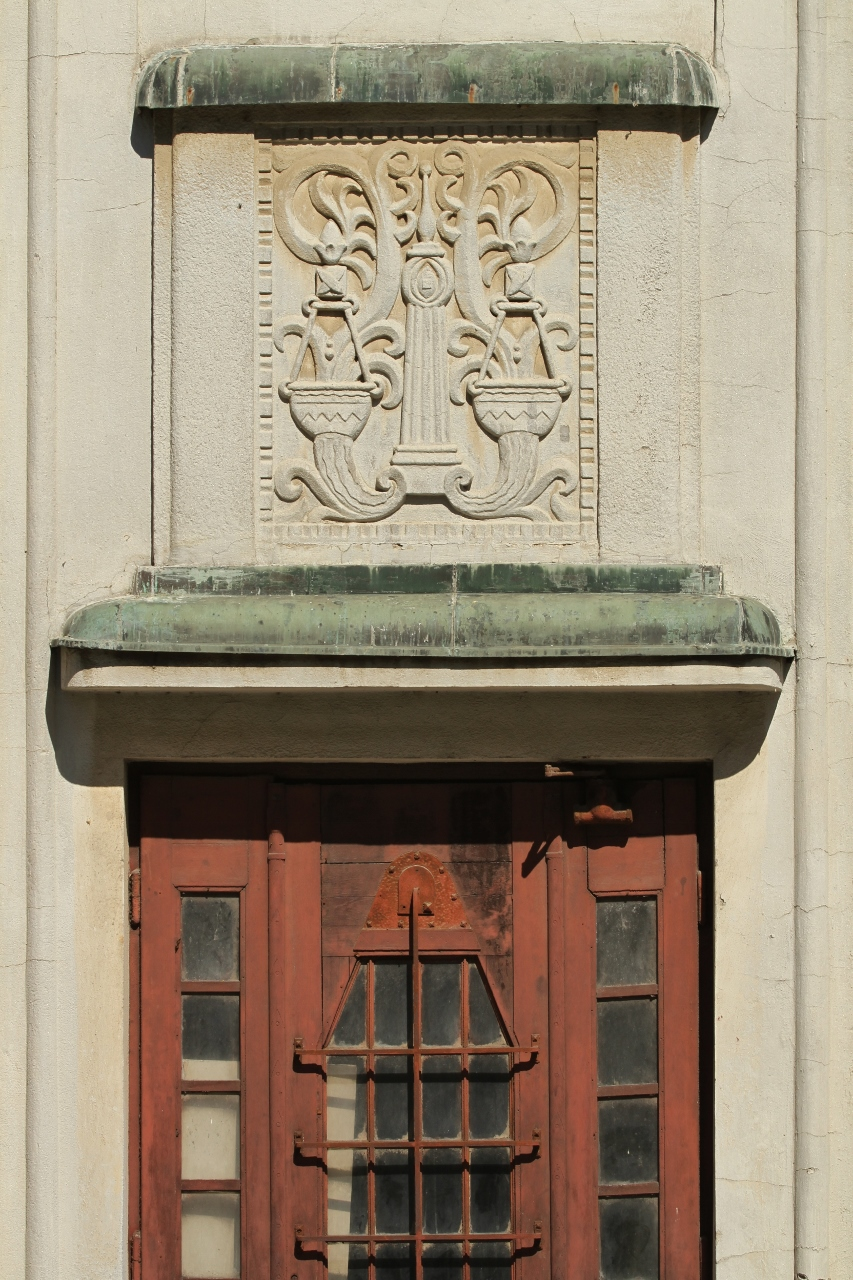
Portal

Die Neologe Synagoge in Trenčín, einer slowakischen Stadt im gleichnamigen Bezirk, wurde 1912/13 errichtet. Die profanierte Synagoge  ist ein geschütztes Kulturdenkmal.

## Geschichte
Die jüdische Bevölkerung in Trenčín war gegen Ende des 18. Jahrhunderts angewachsen. Im Jahr 1790 wurde eine kleine Synagoge am Rand der Altstadt, aber außerhalb der Stadtmauer erbaut.
Ein weiteres Anwachsen der Zahl der Juden führte dazu, dass dieses Gebäude zu klein wurde. Deshalb wurde der Bau einer neuen Synagoge in Auftrag gegeben. Die jüdische Gemeinde Trenčíns fühlte sich dem Reformjudentum zugehörig. Dieses wurde im damaligen Königreich Ungarn Neologen genannt. Mit dem Bau wurde an der Stelle, wo die vorherige Synagoge stand, 1912 begonnen. Im September 1913 erfolgte die Einweihung.
In der ab 1938 selbständigen Slowakei wurde die Synagoge während des Zweiten Weltkriegs von den Hlinka-Garde verwüstet und als Pferdestall genutzt. Die jüdische Bevölkerung wurde im Holocaust nahezu vollständig ausgelöscht.
Nach dem Krieg wurde die Synagoge von den wenigen überlebenden Juden Trenčíns für kurze Zeit genutzt. Ab 1951 wurde das Gebäude dann als Textillager verwendet. Mitte der 1970er Jahre fanden Renovierungen statt und in dem Gebäude fanden Ausstellungen und Veranstaltungen statt. In einem kleinen Nebenraum der Synagoge hält die jüdische Gemeinde weiterhin ihre Gottesdienste ab.
Bei den Rekonstruktionen ab Mitte der 1970er Jahre ging im Inneren viel von den ursprünglichen Bauelementen verloren. Im Herbst 2021 wurde mit einer umfassenden Renovierung begonnen, die im Herbst 2022 abgeschlossen sein sollte.

## Architektur
Das Synagogengebäude wurde nach den Plänen von Richard Scheibner errichtet, der am 19. März 1880 in Piešťany geboren wurde, in Berlin lebte und arbeitete, am 13. Oktober 1945 in Berlin-Charlottenburg starb.
Das imposante Bauwerk wird von einer großen, gedrungenen Kuppel dominiert, womit es Anleihen an die byzantinische Architektur nimmt. Daneben sind auch Elemente im maurischen Stil vorhanden.
An den Ecken sind, ebenfalls von Kuppeln gekrönte, Türme angebracht, in denen sich Treppen befinden. Allerdings fehlt der Turm an der Nordostecke. Dies war den damaligen räumlichen Gegebenheiten geschuldet, ist aber nur beim Blick von der hoch über der Stadt gelegenen Trenčíner Burg deutlich zu erkennen.
Vom Haupteingang im Westen gelangt man in den Vorraum und von dort in den quadratischen Männergebetsraum. Vor dem Toraschrein stand, wie im Reformjudentum üblich, die Bima. Beide sind nicht mehr vorhanden. Hinter der Ostwand ist ein Anbau.
Die Frauenempore umläuft den Hauptraum an drei Seiten (außer im Osten, wo der Toraschrein stand).